# Tonmalerei
Als Tonmalerei bezeichnet man eine Nachbildung von Natur- oder Kulturerscheinungen mit musikalischen Mitteln. Leicht erkennbare Beispiele musikalischer Lautmalerei sind die absteigende kleine Terz als Kuckucksruf oder Basstremolo beziehungsweise Paukenwirbel als Donnergrollen. Die Wiedergabe von „Wärme“ (etwa durch Vibrato) oder „Helligkeit“ (etwa durch den Durakkord) mit Klängen wird ebenfalls zur Tonmalerei gerechnet.
Häufige Motive der Tonmalerei sind Naturereignisse (Echo, Gewitter mit Wind, Donner, Regen), Tierstimmen (Vogelstimmen, Miauen oder etwa Pferdegewieher), Impressionen des Landlebens (Werkzeuge, Schalmei, Jagd- oder Alphörner, Volkstänze), Anklänge an Kirchenmusik (Glocken, Messgesang) und militärische Klänge (Fanfaren, Marschmusik, Kanonendonner und andere Kriegsgeräusche).

## Geschichte

### Bis zum 18. Jahrhundert

#### Mittelalter
Schon im Mittelalter wurden tonmalerische Melodien verwendet. Beim Gregorianischen Choral tritt dies zwar nur vereinzelt auf, jedoch gibt es einige Beispiele, wo die Tonhöhen, deren Verlauf oder die Tonlänge die Aussage des gesungenen Textes verstärken und untermalen sollen. Frühe Beispiele von Tonmalerei sind zum Beispiel auf- und absteigende Melodielinien zu den Wörtern „(empor-)steigen“ und „fallen“. In der spätmittelalterlichen Musik galt Tonmalerei als ein Mittel der imitatio naturae (Naturnachahmung).

#### Analogien und „Augenmusik“
Die aristotelische Naturnachahmung (Mimesis) galt seit der Neuzeit als unbestrittene Forderung an alle Künste. Musikalische Sinnbilder sind häufig. Wieweit es sich hier allerdings um Augenmusik handelt, also um eine Entsprechung von Text und Notenbild ohne ein nachgeahmtes Drittes, ist besonders in der Zeit der Renaissance nicht immer klar. 
Musik und Dichtung konnten sich bis zum Ende des Barockzeitalters in der Absicht begegnen, Analogien zu schaffen, ohne aufeinander angewiesen zu sein: Antonio Vivaldi fügte seinen Vier Jahreszeiten (1725) nachträglich die entsprechenden Sonette bei. Es gab noch nicht das Bedürfnis, dass Musik die Stimmung eines Textes (oder umgekehrt) „ausdrücken“ müsse.

### 18. Jahrhundert

#### Aufwertung der „Natur“
Einen Aufwind nahm die Tonmalerei im 18. Jahrhundert. Der Ästhetiker Charles Batteux erklärte 1747 etwa, dass Musik und Tanz nicht mehr „die gehörigen Töne, die anständigen Stellungen und Geberden treffen“ sollten, sondern „auf die Nachahmung zurückgebracht“ werden müssten. Diese Auffassung war gegen den höfischen Verhaltenskodex gerichtet und plädierte ähnlich wie Jean-Jacques Rousseau für eine allgemeine Verständlichkeit der tänzerischen Gesten und musikalischen Tonfiguren. Die ikonischen Zeichen (ähnlich wie heute die Piktogramme) wurden gegenüber den konventionellen Symbolen bevorzugt (deren Bedeutung nur verstanden wird, wenn man sie gelernt hat). Dies führte zu einer verstärkten Gewichtung der Pantomime im Tanz (siehe Jean-Georges Noverre) und zu einer Zunahme der anschaulichen Tonmalereien wie der Gewitterdarstellungen in der Musik.

#### Ausdruck als Überwindung der Nachahmung
Nach der Mitte des 18. Jahrhunderts, als die Naturnachahmung nicht mehr unumstrittene Aufgabe der Musik war und man die barocken musikalischen Figuren sowie die Technik der Imitation zu überwinden versuchte, änderte sich die Einstellung zur Tonmalerei. Zwar wandte man sich nach dem Vorbild Rousseaus der „Natur“ verstärkt zu, aber die wahre Natur war nicht die getreulich kopierte, sondern die individuell empfundene (eine Auffassung, die sich aus der Empfindsamkeit entwickelt hatte). Der sogenannte Ausdruck bekam einen höheren Stellenwert als die Lautmalerei (wie es etwa Johann Georg Sulzer in seiner Allgemeinen Theorie der schönen Künste 1771 formulierte). 
Es war zum Beispiel keine Herausforderung für einen Komponisten mehr, eine Vogelstimme täuschend ähnlich zu imitieren, sondern vielmehr die eigenen Gefühle beim Anhören des Vogels in einer ganz bestimmten Situation auszudrücken. Der Theoretiker Johann Jakob Engel meinte, dass der Musiker „lieber Empfindungen, als Gegenstände von Empfindungen malen soll“ (Über die musikalische Malerei, 1780). Beethoven notierte zu seiner 6. Sinfonie (1808), dass sie „mehr Ausdruck der Empfindung als Mahlerey“ sei. Felix Mendelssohn Bartholdy notierte in einem Brief vom 7. August 1829 als Kommentar zu einer Skizze seiner Ouvertüre Die Hebriden: „Um Euch zu verdeutlichen, wie seltsam mir auf den Hebriden zu Muthe geworden ist.“

### 19./20. Jahrhundert

#### Programmmusik
Auch Programmmusik, die nicht bloß einzelne Eindrücke, sondern ganze Handlungen schildert, hat ein außermusikalisches Geschehen zum Vorbild. Sie zitiert oft Musik, die in diesem Geschehen eine Rolle spielt, wie etwa eine Militärkapelle, die am Schauplatz vorbeimarschiert (dies entspricht der diegetischen Musik in der Filmmusik). 
Programmmusik bildet jedoch nicht bloß außermusikalische Dinge nach wie die Tonmalerei, sondern deren Wahrnehmung aus subjektiver Perspektive: In Hector  Berlioz’ Symphonie fantastique (1830) steht das Erleben des verliebten Künstlers, als Hauptfigur der Erzählung, der zitierten Ballmusik, ländlichen Musik oder Kirchenmusik gegenüber, mit denen die Schauplätze des Geschehens charakterisiert werden. Seine Verliebtheit kann nicht direkt geschildert werden, wohl aber als Distanz zur zitierten Musik (wie der Ballmusik, die trotz seiner Enttäuschung fröhlich weiterklingt). 
Musik, die Handlungen beschreibt, wird um 1800 herum dennoch oft als „Mahlerey“ oder Tongemälde bezeichnet.

#### Einfache Tonmalerei in der populären Musik
Tonmalerei, die nicht mehr dazu diente, die Empfindungen eines Individuums (oder einen Volksgeist oder Zeitgeist) zu transportieren, wurde seither vermieden. Die Musik im 19. Jahrhundert zerfiel in eine populäre, in der die ältere enge Verbindung mit der Tonmalerei bestehen blieb wie oft in der Oper oder in Salonmusik, und eine „ernste“, in der Tonmalerei nur noch sehr eingeschränkt Verwendung fand. Ob in einem Charakterstück nur jene Tonmalereien aneinander gereiht werden, die mittlerweile den Ruf des Oberflächlichen hatten wie ein Lokalkolorit, oder ob es ein inneres Erleben spiegelt, ist allerdings nicht immer leicht zu entscheiden. In der orchestralen Unterhaltungsmusik hat die Tonmalerei bis heute Tradition. Dies zeigt sich etwa in der „Petersburger Schlittenfahrt“ von Richard Eilenberg (mit nachgeahmten Schlittenglocken oder Peitschenknallen) oder in dem Stück „Sleigh Ride“ von Leroy Anderson (das mit einem von der Posaune imitierten Pferdegewieher endet).

#### Abwendung von der Tonmalerei
Der erste universitäre Musikwissenschaftler Eduard Hanslick leugnete mit seiner Definition der Musik als „tönend bewegte Formen“ jeden inneren Zusammenhang mit Tonmalerei (Vom Musikalisch-Schönen, 1854). Rückwirkend wurde festzuhalten versucht, dass in der Musik der Wiener Klassik Tonmalerei kaum mehr vorkomme, was nach heutigen Erkenntnissen jedoch nicht zutrifft. Der Tonmalerei wurde oft vorgeworfen, dass sie keine innermusikalischen Zusammenhänge schaffen könne, sondern die Musik in eine Folge von Assoziationen zerfallen lasse, wenn sie zu ihrem Hauptprinzip werde. 
Die sogenannte Absolute Musik enthält keine Tonmalerei. Die Zwölftontechnik seit Arnold Schönberg versuchte darüber hinaus, alle erinnerten Zusammenhänge in der Musik und damit jeden Ansatz von Tonmalerei zu vermeiden. 

#### Neuere Entsprechungen
Arthur Honegger beschrieb in seinem Orchesterstück Pacific 231 (1923) das Anfahren einer Dampflokomotive, aber vermied die genaue Nachahmung ihrer Geräusche.
In der Musique concrète des 20. Jahrhunderts wird der Abstand einer „reinen“ Musik zum Alltagsgeschehen wiederum aufgelöst, indem (bekannte) Geräusche als musikalische Ereignisse betrachtet werden. Diese Stilrichtung kann als Rückkehr zur „objektiven“ Tonmalerei und damit als Gegenbewegung zur romantischen Schilderung eines subjektiven Erlebens betrachtet werden. Sie kann aber auch eine Aufforderung sein, alltägliche Klänge neu als rein musikalische Ereignisse zu hören (wie bei Luc Ferrari). – Erinnerungen an Bekanntes wecken und ihre Hörer damit in eine bestimmte Atmosphäre versetzen, soll dagegen die elektroakustische Atmo.
siehe auch Mickey-Mousing